# Castanotherium ornatum
Castanotherium ornatum är en mångfotingart som beskrevs av Carl 1912. Castanotherium ornatum ingår i släktet Castanotherium och familjen Zephroniidae. Inga underarter finns listade i Catalogue of Life.